# Sindaci di Berlino
Di seguito l'elenco cronologico dei sindaci di Berlino e delle altre figure apicali equivalenti che si sono succedute nel corso della storia.

## Impero Napoleonico (1806-1809)
| Periodo | Periodo | Primo cittadino              | Partito | Carica                            | Note |
| ------- | ------- | ---------------------------- | ------- | --------------------------------- | ---- |
| 1806    | 1809    | François Théodore de Lagarde | nessuno | President du Comité administratif |      |

## Regno di Prussia (1809-1871)
| Periodo         | Periodo          | Primo cittadino            | Partito | Carica            | Note |
| --------------- | ---------------- | -------------------------- | ------- | ----------------- | ---- |
| 6 luglio 1809   | 8 giugno 1813    | Leopold von Gerlach        | nessuno | Oberbürgermeister |      |
| febbraio 1814   | marzo 1832       | Johann Büsching            | nessuno | Oberbürgermeister |      |
| marzo 1832      | 6 ottobre 1834   | Friedrich von Bärensprung  | nessuno | Oberbürgermeister |      |
| marzo 1834      | 20 marzo 1848    | Heinrich Wilhelm Krausnick | nessuno | Oberbürgermeister |      |
| 20 marzo 1848   | 23 gennaio 1851  | Franz Christian Naunyn     | nessuno | amtierend         |      |
| 23 gennaio 1851 | 30 dicembre 1862 | Heinrich Wilhelm Krausnick | nessuno | Oberbürgermeister |      |
| 12 gennaio 1863 | 1º aprile 1872   | Karl Theodor Seydel        | nessuno | Oberbürgermeister |      |

## Impero tedesco (1871-1918)
| Periodo           | Periodo           | Primo cittadino     | Partito | Carica            | Note |
| ----------------- | ----------------- | ------------------- | ------- | ----------------- | ---- |
| 1º aprile 1872    | marzo 1878        | Arthur Hobrecht     | NLP     | Oberbürgermeister |      |
| 21 novembre 1878  | 26 maggio 1892    | Max von Forckenbeck | NLP     | Oberbürgermeister |      |
| 26 settembre 1892 | 30 settembre 1898 | Robert Zelle        | FVp     | Oberbürgermeister |      |
| 23 dicembre 1899  | 31 agosto 1912    | Martin Kirschner    | nessuno | Oberbürgermeister |      |
| 1º settembre 1912 | 25 novembre 1920  | Adolph Wermuth      | nessuno | Oberbürgermeister |      |

## Repubblica di Weimar (1918-1933)
| Periodo         | Periodo          | Primo cittadino | Partito | Carica            | Note |
| --------------- | ---------------- | --------------- | ------- | ----------------- | ---- |
| 20 gennaio 1921 | 7 novembre 1929  | Gustav Böß      | DDP     | Oberbürgermeister |      |
| novembre 1929   | 14 aprile 1931   | Arthur Scholtz  | DVP     | kommissarisch     |      |
| 14 aprile 1931  | 18 dicembre 1935 | Heinrich Sahm   | nessuno | Oberbürgermeister |      |

## Germania nazista (1933-1945)
| Periodo          | Periodo       | Primo cittadino | Partito | Carica            | Note |
| ---------------- | ------------- | --------------- | ------- | ----------------- | ---- |
| 19 dicembre 1935 | 31 marzo 1937 | Oskar Maretzky  | nessuno | kommissarisch     |      |
| 5 gennaio 1937   | luglio 1940   | Julius Lippert  | NSDAP   | Oberbürgermeister |      |
| luglio 1940      | 2 maggio 1945 | Ludwig Steeg    | NSDAP   | Oberbürgermeister |      |

## Occupazione alleata (1945-1949)
| Periodo         | Periodo          | Primo cittadino        | Partito | Carica            | Note |
| --------------- | ---------------- | ---------------------- | ------- | ----------------- | ---- |
| 17 maggio 1945  | 10 dicembre 1946 | Arthur Werner          | nessuno | Oberbürgermeister |      |
| 5 dicembre 1946 | 17 aprile 1947   | Arthur Werner          | SPD     | Oberbürgermeister |      |
| 8 maggio 1947   | 13 agosto 1948   | Arthur Werner          | SPD     | amtierend         |      |
| 14 agosto 1948  | 1º dicembre 1948 | Ferdinand Friedensburg | CDU     | kommissarisch     |      |

## Repubblica Democratica Tedesca (1949-1991)
| Sindaci supremi eletti dal Congresso del popolo (1949-1991) | Sindaci supremi eletti dal Congresso del popolo (1949-1991) | Sindaci supremi eletti dal Congresso del popolo (1949-1991) | Sindaci supremi eletti dal Congresso del popolo (1949-1991) | Sindaci supremi eletti dal Congresso del popolo (1949-1991) | Sindaci supremi eletti dal Congresso del popolo (1949-1991) |
| Nominativo                                                  | Nominativo                                                  | Partito                                                     | Partito                                                     | Mandato                                                     | Mandato                                                     |
| Nominativo                                                  | Nominativo                                                  | Partito                                                     | Partito                                                     | Inizio                                                      | Fine                                                        |
| ----------------------------------------------------------- | ----------------------------------------------------------- | ----------------------------------------------------------- | ----------------------------------------------------------- | ----------------------------------------------------------- | ----------------------------------------------------------- |
|                                                             | Friedrich Ebert                                             |                                                             | Partito Socialista Unificato di Germania                    | 30 novembre 1948                                            | 5 luglio 1967                                               |
|                                                             | Herbert Fechner                                             |                                                             | Partito Socialista Unificato di Germania                    | 5 luglio 1967                                               | 11 febbraio 1974                                            |
|                                                             | Erhard Krack                                                |                                                             | Partito Socialista Unificato di Germania                    | 11 febbraio 1974                                            | 15 febbraio 1990                                            |
|                                                             | Ingrid Pankraz (Commissario straordinario)                  |                                                             | Partito del Socialismo Democratico                          | 15 febbraio 1990                                            | 23 febbraio 1990                                            |
|                                                             | Christian Hartenhauer                                       |                                                             | Partito del Socialismo Democratico                          | 23 febbraio 1990                                            | 30 maggio 1990                                              |
|                                                             | Tino Schwierzina                                            |                                                             | Partito Socialdemocratico di Germania                       | 30 maggio 1990                                              | 11 gennaio 1991                                             |
|                                                             | Thomas Krüger (Commissario straordinario)                   |                                                             | Partito Socialdemocratico di Germania                       | 11 gennaio 1991                                             | 24 gennaio 1991                                             |

## Repubblica Federale di Germania (1949-1991)
| Sindaci-governatori eletti dall'Abgeordnetenhaus (1949-1991) | Sindaci-governatori eletti dall'Abgeordnetenhaus (1949-1991) | Sindaci-governatori eletti dall'Abgeordnetenhaus (1949-1991) | Sindaci-governatori eletti dall'Abgeordnetenhaus (1949-1991) | Sindaci-governatori eletti dall'Abgeordnetenhaus (1949-1991) | Sindaci-governatori eletti dall'Abgeordnetenhaus (1949-1991) |
| Nominativo                                                   | Nominativo                                                   | Partito                                                      | Partito                                                      | Mandato                                                      | Mandato                                                      |
| Nominativo                                                   | Nominativo                                                   | Partito                                                      | Partito                                                      | Inizio                                                       | Fine                                                         |
| ------------------------------------------------------------ | ------------------------------------------------------------ | ------------------------------------------------------------ | ------------------------------------------------------------ | ------------------------------------------------------------ | ------------------------------------------------------------ |
|                                                              | Ernst Reuter                                                 |                                                              | Partito Socialdemocratico di Germania                        | 7 dicembre 1948                                              | 29 settembre 1953                                            |
|                                                              | Walter Schreiber                                             |                                                              | Unione Cristiano-Democratica di Germania                     | 22 ottobre 1953                                              | 11 gennaio 1955                                              |
|                                                              | Otto Suhr                                                    |                                                              | Partito Socialdemocratico di Germania                        | 11 gennaio 1955                                              | 30 agosto 1957                                               |
|                                                              | Franz Amrehn (ad interim)                                    |                                                              | Unione Cristiano-Democratica di Germania                     | 30 agosto 1957                                               | 3 ottobre 1957                                               |
|                                                              | Willy Brandt                                                 |                                                              | Partito Socialdemocratico di Germania                        | 3 ottobre 1957                                               | 1º dicembre 1966                                             |
|                                                              | Heinrich Albertz                                             |                                                              | Partito Socialdemocratico di Germania                        | 2 dicembre 1966                                              | 19 ottobre 1967                                              |
|                                                              | Klaus Schütz                                                 |                                                              | Partito Socialdemocratico di Germania                        | 19 ottobre 1967                                              | 2 maggio 1977                                                |
|                                                              | Dietrich Stobbe                                              |                                                              | Partito Socialdemocratico di Germania                        | 2 maggio 1977                                                | 23 gennaio 1981                                              |
|                                                              | Hans-Jochen Vogel                                            |                                                              | Partito Socialdemocratico di Germania                        | 23 gennaio 1981                                              | 11 giugno 1981                                               |
|                                                              | Richard von Weizsäcker                                       |                                                              | Unione Cristiano-Democratica di Germania                     | 11 giugno 1981                                               | 9 febbraio 1984                                              |
|                                                              | Eberhard Diepgen                                             |                                                              | Unione Cristiano-Democratica di Germania                     | 9 febbraio 1984                                              | 16 marzo 1989                                                |
|                                                              | Walter Momper                                                |                                                              | Partito Socialdemocratico di Germania                        | 16 marzo 1989                                                | 24 gennaio 1991                                              |

## Repubblica Federale di Germania (dal 1991)
| Sindaci-governatori eletti dall'Abgeordnetenhaus (dal 1991) | Sindaci-governatori eletti dall'Abgeordnetenhaus (dal 1991) | Sindaci-governatori eletti dall'Abgeordnetenhaus (dal 1991) | Sindaci-governatori eletti dall'Abgeordnetenhaus (dal 1991) | Sindaci-governatori eletti dall'Abgeordnetenhaus (dal 1991) | Sindaci-governatori eletti dall'Abgeordnetenhaus (dal 1991) | Sindaci-governatori eletti dall'Abgeordnetenhaus (dal 1991) | Sindaci-governatori eletti dall'Abgeordnetenhaus (dal 1991) | Sindaci-governatori eletti dall'Abgeordnetenhaus (dal 1991) |
| Nominativo                                                  | Nominativo                                                  | Partito                                                     | Partito                                                     | Coalizione                                                  | Coalizione                                                  | Mandato                                                     | Mandato                                                     | Elezione                                                    |
| Nominativo                                                  | Nominativo                                                  | Partito                                                     | Partito                                                     | Coalizione                                                  | Coalizione                                                  | Inizio                                                      | Fine                                                        | Elezione                                                    |
| ----------------------------------------------------------- | ----------------------------------------------------------- | ----------------------------------------------------------- | ----------------------------------------------------------- | ----------------------------------------------------------- | ----------------------------------------------------------- | ----------------------------------------------------------- | ----------------------------------------------------------- | ----------------------------------------------------------- |
|                                                             | Eberhard Diepgen                                            |                                                             | Unione Cristiano-Democratica di Germania                    |                                                             | CDU-SPD                                                     | 24 gennaio 1991                                             | 22 ottobre 1995                                             | Elezione 1990                                               |
|                                                             | Eberhard Diepgen                                            | CDU-SPD                                                     | Unione Cristiano-Democratica di Germania                    | 22 ottobre 1995                                             | 10 ottobre 1999                                             | Elezione 1995                                               |                                                             |                                                             |
|                                                             | Eberhard Diepgen                                            | CDU-SPD                                                     | Unione Cristiano-Democratica di Germania                    | 10 ottobre 1999                                             | 16 giugno 2001                                              | Elezione 1999                                               |                                                             |                                                             |
|                                                             | Klaus Wowereit                                              |                                                             | Partito Socialdemocratico di Germania                       |                                                             | SPD-Verdi                                                   | 16 giugno 2001                                              | 21 ottobre 2001                                             | Elezione 2001                                               |
|                                                             | Klaus Wowereit                                              | SPD-PDS                                                     | Partito Socialdemocratico di Germania                       | 21 ottobre 2001                                             | 17 settembre 2006                                           | Elezione 2006                                               |                                                             |                                                             |
|                                                             | Klaus Wowereit                                              | SPD-CDU                                                     | Partito Socialdemocratico di Germania                       | 18 settembre 2011                                           | 11 dicembre 2014                                            | Elezione 2011                                               |                                                             |                                                             |
|                                                             | Michael Müller                                              | SPD-CDU                                                     |                                                             | Partito Socialdemocratico di Germania                       | 11 dicembre 2014                                            | Elezione 2011                                               | 18 settembre 2016                                           |                                                             |
|                                                             | Michael Müller                                              | SPD-Linke-Verdi                                             | 18 settembre 2016                                           | Partito Socialdemocratico di Germania                       | 21 dicembre 2021                                            | Elezione 2016                                               |                                                             |                                                             |
|                                                             | Franziska Giffey                                            |                                                             | Partito Socialdemocratico di Germania                       |                                                             | SPD-Verdi-Linke                                             | 21 dicembre 2021                                            | 27 aprile 2023                                              | Elezione 2021                                               |
|                                                             | Kai Wegner                                                  |                                                             | Unione Cristiano-Democratica di Germania                    |                                                             | CDU-SPD                                                     | 27 aprile 2023                                              | in carica                                                   | Elezione 2023                                               |